# Tom Clancy's Ghost Recon: Future Soldier
Tom Clancy's Ghost Recon: Future Soldier è un videogioco pubblicato da Ubisoft il 22 maggio 2012. Escluse le espansioni, è il quinto titolo della serie Ghost Recon.
Nel dicembre 2009, la Ubisoft ha registrato un marchio con il nome di Ghost Recon: Future Soldier, ciò ha sollevato la speculazione sul fatto che questo fosse stato il nome per il capitolo successivo, successivamente confermato da un annuncio ufficiale. La data di uscita definitiva è stata il 24 maggio 2012 su Xbox 360 e PlayStation 3, mentre su PC è uscito il 28 giugno 2012.

## Trama
La storia inizia nell'anno 2024 con la scoperta di un traffico di armi. Nel corso del videogioco si scopre che c'è di mezzo una potente cellula terroristica: la Raven's Rock, cellula che intende rovesciare con la forza il governo russo. La squadra Ghost avrà come missione infiltrarsi nel loro quartier generale e uccidere uno dei capi della Raven's Rock. Nella missione seguente si dovrà trovare ed uccidere tutti i capi della Raven's Rock..

## Modalità di gioco
Il teaser trailer mostra eventuali nuovi elementi di gameplay, tra cui l'invisibilità, droni in miniatura utilizzati in combattimento sia dai Ghost Recon che dalle forze nemiche, e quello che sembra essere un lanciarazzi sull'armatura.
Tutti gli acquirenti di Tom Clancy's Splinter Cell: Conviction per Xbox 360 hanno avuto accesso ad una beta multiplayer del gioco durante il mese di aprile 2012.
Gli utenti PlayStation 3 invece hanno ottenuto la beta tramite l'iscrizione al PlayStation Plus, oppure, è stato sorteggiato un numero limitato di utenti dalla stessa Ubisoft tramite il canale Uplay, e contattati tramite mail con l'invio del codice da riscattare.
Altre chiavi saranno disponibili sono state sorteggiate sulla pagina Facebook ufficiale, e su entrambe le piattaforme. La penna di Tom Clancy è ormai entrata in pianta stabile nel mondo dei videogiochi, sono decine infatti i titoli che traggono dai racconti dello scrittore la base su cui costruire trame interessanti e spesso originali. A beneficiare di tale qualità non si è certo sottratta la serie di Ghost Recon, che, dal 2001 a oggi, ha saputo inanellare una serie di ottimi prodotti, fatta eccezione per qualche spin-off poco apprezzato, unendo alla narrativa anche un gameplay tattico sempre molto coinvolgente. Con Ghost Recon Future Soldier, la Ubisoft ha deciso tuttavia di abbandonare in via definitiva la concezione dei ghost come squadra che si muove all'unisono, mettendo in risalto i singoli elementi che la compongono, permettendogli di prendere decisioni arbitrarie e di spostarsi liberamente durante le battaglie. Un cambiamento radicale dunque che segna con questo episodio una direzione completamente nuova per la serie.

## Dolce vendetta
Il titolo si apre con una squadra ghost intenta a fermare un convoglio sospetto in Nicaragua, e dopo aver eliminato con la classica freddezza e precisione gli ostili, il team prende il controllo del carico, che si rivelerà essere, da lì a breve, una bomba pronta ad esplodere. Purtroppo il tempo non è dalla loro parte, per cui l'onda d'urto li colpisce in pieno cancellando di fatto i quattro soldati dal radar. Non ci vuole molto tuttavia perché venga richiamata una nuova formazione a portare a termine il compito, ed ovviamente noi ne saremo uno dei pilastri portanti. Nei panni del soldato Kozak ci muoveremo quindi attraverso complotti mondiali, tradimenti e colpi di scena che ci porteranno a viaggiare in diverse parti del mondo.
Dall'inusuale Zambia alla ricerca di preziose informazioni dai signori della guerra locali, passando dal Pakistan e arrivando al consueto appuntamento con la madre Russia, la storia ci accompagnerà attraverso dodici missioni per una decina di ore di gioco complessive. Purtroppo la trama ha quel retrogusto di già visto, faticando a sorprendere il giocatore più smaliziato ma riuscendo nonostante tutto ad intrattenere con gusto se presa con più leggerezza. Punto focale dell'intera produzione è ancora una volta l'utilizzo di gadget iper tecnologici, ai quali fa eco un briefing prima di ogni missione, completo e dettagliato. Attraverso il menu principale sarà possibile decidere quale equipaggiamento portarsi dietro, quale arma utilizzare, e dare un rapido sguardo alle sfide proposte dagli sviluppatori.
Queste possono spaziare dall'uccisione di un numero determinato di obiettivi senza utilizzare le armi, fino ad arrivare a richieste ben più complesse come per esempio raggiungere punti nevralgici senza essere scoperti o ancora fare fuori una serie di nemici con una sola raffica di mitra. Alcuni di questi obiettivi sono molto difficili da portare a termine, incentivando il giocatore a tornare sui propri passi e rigiocare determinate missioni per poterli completare. Questo è sicuramente un bene, dato che la struttura molto lineare dei livelli, studiata per spettacolarizzare l'azione e la poca libertà di manovra offerta dal gameplay, porterebbero invece un inesorabile abbandono della campagna singleplayer una volta portata a termine.

## Fantasmi solitari
Il punto di svolta di questa nuova produzione è l'abbandono quasi completo relativo alla gestione dei movimenti degli altri componenti della squadra, ora controllati da un'intelligenza artificiale aggressiva e ben strutturata. Il nostro compito questa volta non sarà più quello di indirizzarli verso una copertura e ordinargli di attaccare o difendere la posizione ma avrà dei risvolti molto più profondi. Grazie a nuovi droni volanti comandati a distanza, potremo monitorare dall'alto la situazione e ordinare ai commilitoni quali bersagli colpire. A questo punto i Ghost si muoveranno al coperto per avere una linea di visuale libera ed una volta in posizione, con la semplice pressione di un pulsante ordineremo il fuoco simultaneo: un colpo sincronizzato che metterà fuori gioco contemporaneamente gli ostili evitando di far scattare qualsiasi allarme. L'idea di inserire dei mantelli mimetici avanzati, non solo serve a regalare ai giocatori un nuovo gadget, ma permetterà all'IA di muoversi silenziosamente ed evitare di essere rilevata. Durante tutta la campagna infatti i nostri alleati non si sono mai fatti scoprire né tantomeno hanno mancato un colpo in queste circostanze.
Discorso molto differente invece quando saremo in campo aperto e la battaglia entrerà nel vivo, qui il volume di fuoco aumenterà sensibilmente, riducendo in maniera proporzionale l'accuratezza dei nostri compagni. Anche nelle fasi più concitate tuttavia dovremo solo indicare su quale bersaglio fare fuoco e nulla più. Ci saranno situazioni nelle quali tuttavia i nostri tre compagni potrebbero non essere sufficienti a liberare una zona e dovremo intervenire personalmente. Abbandonato dunque il drone potremo dare l'ordine del sync shot anche da terra, partecipando attivamente all'azione. Da questo punto di vista sin troppo spesso ci è capitato però di avere la sensazione che le ronde di quattro unità si prestassero fin troppo bene alla cosa, abbassando conseguentemente la difficoltà nella pianificazione. È tuttavia consigliabile eliminare i nemici in posizione sopraelevata prima che questi vedano i cadaveri dei compagni e poi passare alle truppe più in basso. Potremo anche scegliere di evitare di usare le armi ed affidarci ad un colpo corpo a corpo per uccidere istantaneamente, sempre mantenendo il silenzio più assoluto. In questo caso le animazioni sono fluide anche se sgozzare un nemico senza che questo lasci cadere una sola goccia di sangue lascia perplessi.
La mancanza più grave, che avevamo sottolineato già nelle nostre precedenti preview, è l'impossibilità di spostare i cadaveri, costringendoci a lasciarli in bella vista sul percorso delle ronde nemiche, obbligandoci a compiere per forza di cose un massacro per evitare di venir rivelati. Nel caso in cui la situazione dovesse precipitare, Ghost Recon Future Soldier mostrerà l'altra faccia della medaglia, ovvero quel combattimento classico in terza persona basato su coperture e aggiramenti. Da questo punto di vista il titolo Ubisoft garantisce un'ottima risposta dei controlli e restituisce un feedback con le armi piuttosto soddisfacente, sia per quanto riguarda il sonoro delle stesse che per rinculo e peso. Le coperture funzionano a meraviglia e abbiamo apprezzato tantissimo la possibilità di piazzare i mitragliatori al di sopra dei ripari e utilizzarli come postazione semi fissa per fare fuoco di copertura. Gli scontri si risolvono tuttavia sulla distanza e, grazie a sensori di calore e proiettili ad alta perforazione, colpire i nemici prima che questi si accorgano della nostra presenza sarà quasi sempre il metodo più pratico per ucciderli.
Il tutto concorre dunque a comporre una campagna piuttosto solida, in grado di garantire due possibilità di approccio differenti, anche se con un livello di difficoltà non particolarmente elevato, soprattutto a livello medio. Sarà infatti difficilissimo vedere il game over dato che avremo la rigenerazione automatica della salute e verremo curati automaticamente dei compagni nel caso dovessimo venir feriti in malo modo. Solo un colpo di un mezzo pesante o alla testa infatti potrà metterci fuori gioco del tutto. Ai classici combattimenti si vanno ad aggiungere le ormai onnipresenti sessioni a bordo di elicotteri con minigun, operazioni di scorta e inseguimenti su mezzi blindati, oltre ad alcune missioni in Siberia nel quale potremo prendere il controllo del Warhound, un mini mech armato di mortaio e lanciarazzi dalla potenza di fuoco devastante.

## Ghost Recon Network
Future Soldier basa l'esperienza multigiocatore anche sul Ghost Recon Network, un insieme di caratteristiche e applicazioni Apple e Android atte a migliorare l'esperienza di gioco. Analogamente a quanto fatto da Activision con Call of Duty: Elite anche Ubisoft decide di espandere l'universo del gaming online attraverso il web, permettendovi di importare le armi create dagli utenti o, perché no, dare vita alla vostra creatura e poi inviarla direttamente al vostro soldato online ma anche tenere tracciate tutte le vostre prestazioni, con tanto di statistiche e risultati. Tutto questo completamente gratuito.

## Action
La campagna spinta verso il dinamismo, ha portato un naturale aumento della spettacolarità di alcune azioni. Le animazioni per arrivare in copertura, per scavalcare muretti e per correre da un riparo all'altro sono convincenti e fanno sentire tutto il peso del soldato quando si lancia contro le pareti. Il sistema di aggancio funziona alla perfezione anche se le fasi di shooting non fanno nulla per distinguersi dalle altre produzioni, rispetto alle quali anzi Ghost Recon mostra un lato tecnico leggermente inferiore. Capiterà infatti di vedere un numero di animazioni ridotte sui modelli poligonali dei nemici in lontananza e un'interazione con l'ambiente circostante praticamente nulla. Dettagli comunque di poco conto che non riescono ad intaccare in maniera determinante le buone idee di gameplay. Buono infine il doppiaggio completamente in italiano anche se si presentano con frequenza problemi con la sincronia del labiale, quando ovviamente a parlare sarà qualcuno non coperto da maschere o bandane.

## Curiosità
- In questo capitolo di Ghost Recon, i protagonisti prenderebbero i nomi di soldati caduti per tenere l'anonimato e per la protezione d'identità[13]. Però, nel gioco, si sottolinea che Kozak appartenga ad una famiglia di origini russe: infatti parla il russo come lingua madre. Inoltre tutti gli altri membri del Team utilizzano soprannomi vanificando così il bisogno di cambiare nome.
- In un dialogo durante la missione nel Mare di Barents gli operatori citano la Base di Dulce.[14]

## Accoglienza
La rivista Play Generation diede alla versione per PlayStation 3 un punteggio di 82/100, apprezzando i gadget futuristici, alcune scene spettacolari, la cooperativa e l'online mentre come contro il fatto che fosse tecnicamente imperfetto, i filmati deludenti e la campagna cooperativa solo online, finendo per trovarlo un discreto sparatutto bellico, sebbene compromesso da alcuni difetti tecnici mentre il multiplayer competitivo era comunque pregevole.